# Pierre de La Brosse
Pierre de la Brosse (ou Pierre de la Broce), né vers 1230 et mort pendu le 30 juin 1278, est le grand chambellan pendant la première partie du règne du roi de France, Philippe III le Hardi.

## Une rapide ascension

### Origines sociales

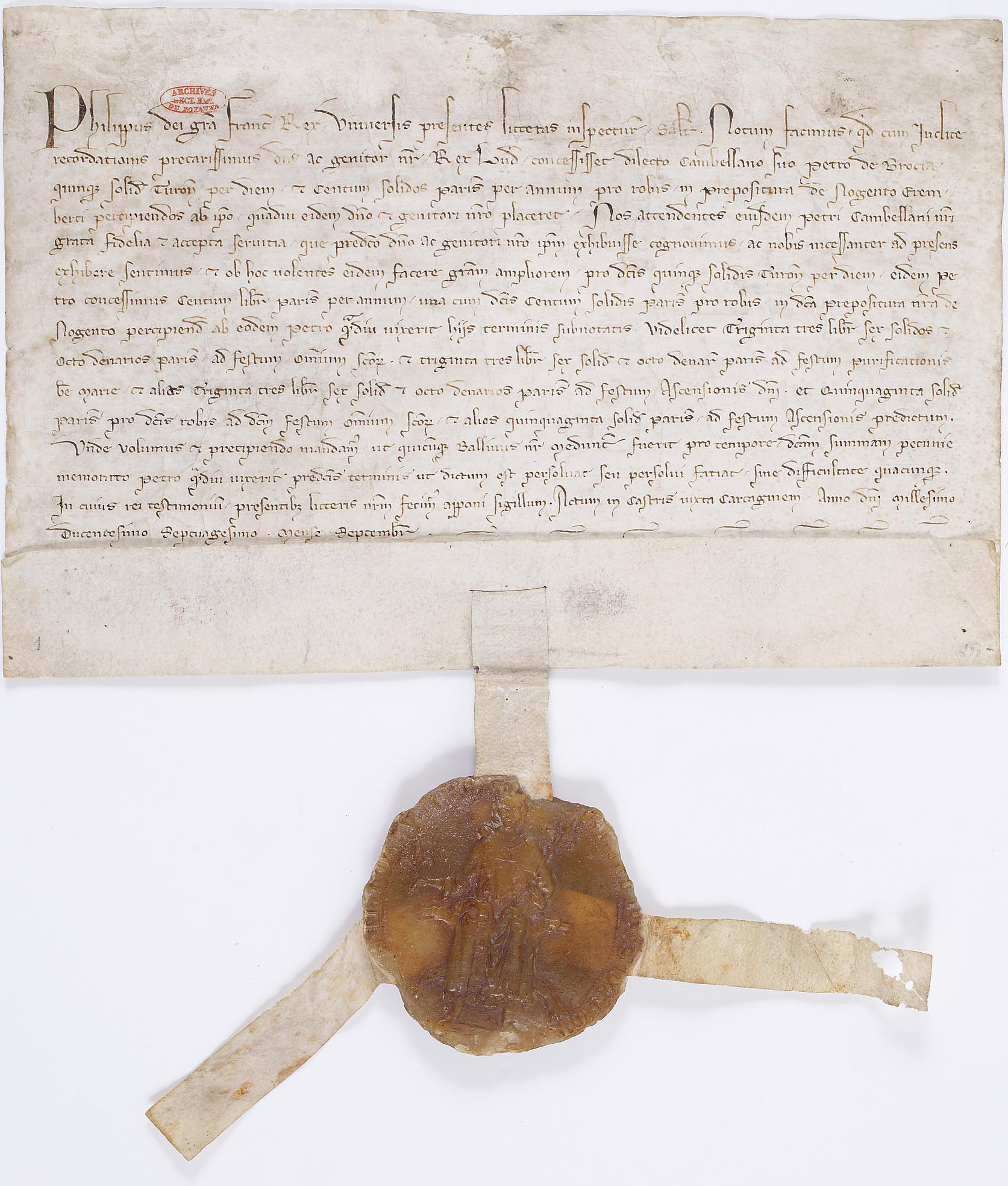
Acte par lequel le nouveau roi Philippe III augmente un legs fait par son père à Pierre de La Brosse (1270)

Pierre de la Brosse est issu de la petite noblesse de Touraine, contrairement à ce qu'affirme la légende noire répandue après son exécution, prétendant qu'il est de basse extraction. Son grand-père et son père sont des vassaux du seigneur de Bray pour lequel tous deux ont exercé le service de garde au château. Son père entre au service du roi Louis IX en 1248 en tant que « sergent du roi » et obtient le titre de chevalier. C’est lors de sa participation supposée à la croisade en direction de l’Égypte qu’il aurait été adoubé. Ainsi, lorsque Pierre de la Brosse entre à l'Hôtel (lieu où le roi et sa cour résident), certains de ces parents y ont déjà exercé une activité et ont donc pu participer à son intégration à la cour du roi. De plus, son oncle, Jean de la Brosse, est le curé de Bray et devient chanoine de la collégiale Saint-Pierre-la-Cour, au Mans, puis second des dignitaires au chapitre. Sans avoir d'ancrage nobiliaire, sa famille jouit tout de même d'une certaine influence au sein de l'élite locale. En 1255, il épouse Philippine de Wavrin, dite de Saint-Venant, dont le père, Robert de Wavrin, est sénéchal de Flandre et la mère est née Agnès de Coucy. Les Wavrin et les Coucy se sont particulièrement illustrés lors des premières croisades.

### Aux côtés de Louis IX
En 1261, Pierre de la Brosse devient valet de chambre et chirurgien au service de Louis IX. Ce dernier le fait ensuite sire de Nogent-l'Érembert, puis châtelain du roi en 1264 et chambellan en 1266. La charge de chambellan est importante, puisqu'elle le rend responsable des fonds que le roi souhaite donner aux membres de la noblesse en dédommagements et en gratifications. Le chambellan participe également à la croisade de Tunis, lancée par le roi durant l'été 1270, accompagné par son frère, Guillaume, qui porte alors le titre de « panetier » du roi.

### À la cour de Philippe III
Après la mort de Saint-Louis, Pierre de la Brosse reste un des chambellans de l'Hôtel au moment de l'avènement de Philippe III, ce qui lui permet de devenir proche du nouveau roi. Plusieurs chroniques de la fin du XIIIe siècle le présentent comme un souverain débonnaire envers son favori, prêtant trop souvent l'oreille à ses conseils plutôt que d'écouter ceux de sa cour. Dans ces textes, sont reprochés au chambellan la manière dont il a acquis ses richesses et le mauvais usage qu'il fait de son influence auprès du roi, mais sa rapide ascension sociale n'est pas critiquée :
- « Et quant le saint roy fu osté de cest monde et fu mis, si comme nous créons, ès siège de repos, Phelipe, son fils, prist le royaume ; lequel Phelippe celi Pierres attrait par ses soueves paroles et par son prest servir, et par ces autres choses et manières par quoy telz genz savent attraire à eulz la grâce des princes, tant que il l’estraint en l’amour de li, si et en telle manière que il estoit souverain entre les varlés de la chambre du roy, et le plus puissant devant touz ; si que il n’i estoit nul des menistres du palès ne des baillies estranges qui eust esperance de demourer longuement en son office, se il n’attraioit avan à son accort Pierres de la Broce par secrez donz ou par secrères prommesses ».

- « Chronique de Primat traduite par Jean du Vignay », dans Natalis de Wailly et Léopold Delisle (éd.), Recueil des Historiens des Gaules et de la France, t. XXIII, Paris, Imprimerie nationale, 1876, p. 99.
- « Si monta tant en haut que le roi Phelippe en fist son chamellenc et quil ne faisoit riens fors par son conseil. Ne les barons ne les prelaz ne faisaoient riens à court sil ne li faisoient grans presens et grans dons. Ceste chose desplut moult aus barons, et orent grant indignacion de ce quil avoit si grant puissance devers le roy, et faisoit si sa voulenté, ne ne demandoit riens au roy, tant fust grant chose, qui de riens li fu escondit ».

- Guillaume de Nangis, Gesta Philippi regis et « Vie de Philippe III », dans Joseph Daunou et Pierre Naudet, Recueil des Historiens des Gaules et de la France, t. XX, Paris, Imprimerie royale, 1840, p. 495.
Autre signe de ses bons rapports avec le roi, Pierre de la Brosse est mis au nombre de ses exécuteurs testamentaires par Isabelle d'Aragon, la première femme de Philippe III, après que le roi eut chuté de cheval près de Cosenza, le 19 janvier 1271. De plus, ce dernier le désigne comme membre d'un éventuel conseil de régence dans deux ordonnances datant d'octobre 1270 et de décembre 1271. Il devient ainsi rapidement le favori du souverain qui le promeut également garde des enfants royaux avec Pierre d'Alençon, le propre frère de Philippe III. À ces postes, il accumule une fortune considérable grâce aux largesses du roi et de son entourage qui lui octroient des rentes et de nombreux fiefs tels que dans le Langeais, à Nogent-le-Roi ainsi qu'en Béarn, en Saintonge et en Normandie, et aussi grâce aux dons de ceux qui veulent profiter de son influence sur le souverain. Il obtient même des possessions du roi Henri III en Angleterre. Cependant, la plupart de ces acquisitions ne sont que des petites seigneuries (celle de Langeais étant la plus importante) et la valeur totale de son patrimoine reste difficile à évaluer. Ce rapide enrichissement lui attire l'inimitié du reste de la cour :
- « Et pour ce que il estoit enrichi en si poy de temps, il estoit hay de touz, et meesmement des barons desquelz il ne prisoit nul ; car quant aucune chose qui estoit pour le commun pourfit avoit esté ordonée par le bon conseil du palais, l'endemain il estoit desordené par le mauvais et non pourfitable conseil de celi. Pour laquel chose les barons ne portoient pas bon courage audit Pierres, pour ce que il despisoit leur bon conseil et se prenoit aus trufles de tel deceveur et flatteur ».

- « Chronique de Primat traduite par Jean du Vignay », dans Natalis de Wailly et Léopold Delisle (éd.), Recueil des Historiens des Gaules et de la France, t. XXIII, Paris, Imprimerie nationale, 1876, p. 100.

### Consolidation et accroissement de son influence
Pour consolider cette ascension, il recherche des alliances matrimoniales pour sa famille. Il se marie lui-même en 1255 avec la fille de Matthieu de Saint-Venant, prévôt de Langeais puis de Tours. Grâce à ce mariage, Pierre de la Brosse entre dans une famille localement puissante. De plus, il marie sa sœur, Jeanne, et son frère, Guillaume, à des membres de la bonne société tourangelle. En 1274, sa fille Isabelle est promise à un écuyer issu d'une famille de chambellans au service de la dynastie capétienne depuis plus d'un siècle et sa dernière fille, Amicie, doit se marier avec le sire de Beaugency. Certains projets avortent, comme l'union entre son fils aîné et une fille de la famille de Parthenay en 1274, mais son second fils devient, avec le soutien du roi, chanoine de Tours. Son népotisme s'exerce aussi au profit de membres plus éloignés de sa famille. Pierre de Benais, le cousin de sa femme, devient évêque de Bayeux en 1276 et un autre parent, Philippe Barbe, est nommé bailli de Bourges. On retrouve dans certaines chroniques cette volonté d'user de son influence auprès du roi pour améliorer le statut social de sa famille et accroître son influence auprès de la noblesse locale. Ces textes participent à la critique du mauvais usage dont Pierre de la Brosse fait de la faveur du roi en soulignant ses penchants au despotisme qui lui valurent l'hostilité de la cour :
- « Il requist au roy que maistre Pierre de Bavay cousin sa femme fust evesque de Bayeux ; et tantost le roy voult et commanda quil fust evesque : le chapitre de Bayeux ne losa contredire par la doubtance du roy. Le roy maria ses filz et ses filles la ou il voult commander et tout a sa voulenté »

- Guillaume de Nangis, Gesta Philippi regis et « Vie de Philippe III », dans Joseph Daunou et Pierre Naudet, Recueil des Historiens des Gaules et de la France, t. XX, Paris, Imprimerie royale, 1840, p. 495.
- « Et sachiez que cil Pierres, par le grant pouvoir qu’il avoit à la court, fist I cousin sa fame, qui avoit non maistre Pierre de Bavais, évesque de Baiens ; et Marioit icil Pierres ses enfans là où il vouloit, pour le grant amour que l’en savoit que li rois avoit à lui ».

- « Chronique anonyme de rois de France finissant en 1286 », dans Joseph-Daniel Guigniaut et Natalis de Wailly, Recueil des Historiens des Gaules et de la France, t. XXI, Paris, Imprimerie impériale, 1855, p. 96.

## Luttes d'influences autour du roi

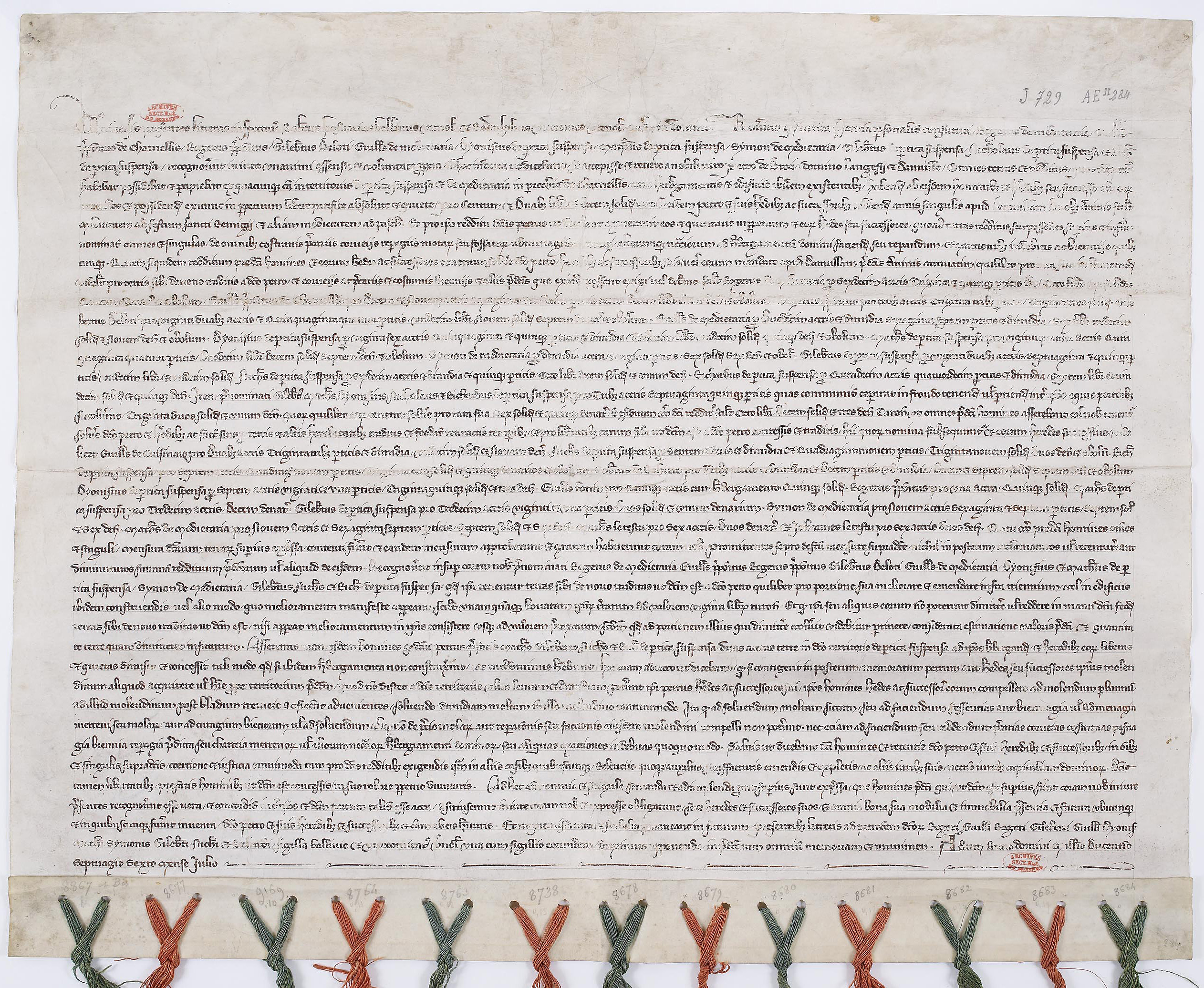
Pierre de La Broce octroie en juillet 1276 un bail à ferme pour des terres situées à Charnelles en Normandie. Archives nationales.

### Tensions à la cour
Cette rapide promotion sociale lui attire de nombreuses inimitiés au sein de la noblesse. Sa réussite est le résultat d'une certaine habileté personnelle, mais surtout de l'emprise totale qu'il a sur le roi. Pour de nombreux barons, le souverain doit s'appuyer sur les princes et les nobles de son royaume et non sur des parvenus issus de la cour. Ce n'est pas sa rapide ascension sociale qui pose problème, mais le fait que Pierre de la Brosse bouscule la hiérarchie du royaume, car il abuse des prérogatives que lui donnent son statut de chambellan, rendant son autorité presque aussi puissante que celle du roi. Il faut cependant nuancer son influence car Philippe III consulte, pour les grandes décisions politiques, les vieux conseillers de son père qu'il a maintenus en place, mais il semble bien que l'avis de Pierre de la Brosse soit devenu prépondérant. Son rôle dans la distribution des libéralités royales lui attire de nombreux ennemis et, à partir de 1274, l'hostilité des barons devient ouverte. Le mariage de Philippe III avec Marie de Brabant, une femme cultivée et brillante, affaiblit l'influence du favori auprès du roi, d'autant que la reine ne supporte pas l'affection qu'a ce dernier pour son chambellan. La rumeur va jusqu'à envisager une relation amoureuse entre les deux hommes.

### La mort de Louis de France
La mort subite du fils aîné du roi, le prince Louis de France, en 1276 précipite le conflit. Pierre de la Brosse tente alors de discréditer la reine. Il laisse entendre que celle-ci ne serait pas étrangère à la mort du prince et qu'elle souhaite obtenir le trône pour son propre fils Louis d'Évreux en éliminant ceux du premier lit. La reine, à laquelle le roi est très attaché, riposte en accusant le chambellan de manipulation dans cette même affaire. Le roi, semble-t-il, hésite, moins indigné de la calomnie de son protégé que des soupçons qui s'accumulent contre lui. Pour sortir de ce mauvais pas, Pierre de la Brosse tente durant l'hiver 1276 de suborner, par l'intermédiaire de son cousin Pierre de Benais alors évêque de Bayeux, une béguine du diocèse de Liège qui prétend avoir des révélations sur la mort du jeune prince. Pierre de Benais tente de lui faire dire que la mort du prince est l'œuvre de la « clique brabançonne » qui entoure la reine. Mais en novembre 1277, la manœuvre du chambellan et de son cousin apparaît clairement lorsque l'évêque de Liège interroge à son tour la béguine. Malgré l'implication du chambellan, le roi ne le condamne pas, mais l’hostilité des grands barons devient grandissante. En effet, par cette accusation calomnieuse faite à la reine, la noblesse se sent offensée et convainc le roi de l'innocence de Marie de Brabant. De plus, certains d'entre eux sont les débiteurs de Pierre de La Brosse, comme le comte Robert II d'Artois, et ont donc des intérêts à se débarrasser de ce favori devenu trop influent.

## Procès et chute

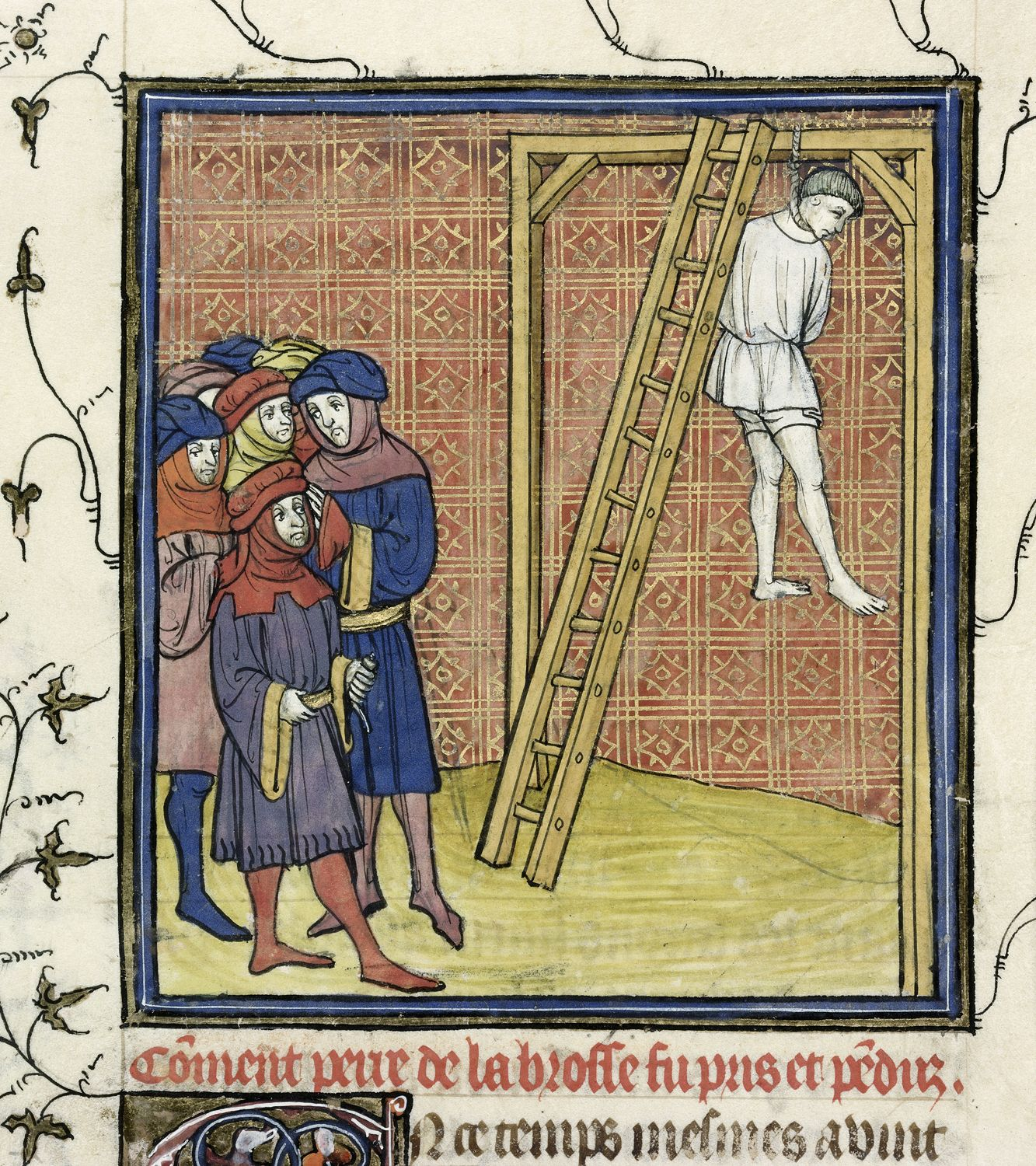
Pendaison de Pierre de La Brosse, enluminure tirée d'un manuscrit du XIVe siècle des Grandes chroniques de France

### L'échec de l'ost de Sauveterre
Durant l'été 1276, Philippe III lève un immense ost afin d’envahir la Castille. Le roi de ce pays, Alphonse X, ne cesse de s’ingérer dans les affaires du royaume de Navarre dont la reine Jeanne est jeune et célibataire. Philippe III y voit l'occasion de faire un bon mariage. L'ost est réuni et le roi entame sa marche vers les Pyrénées. Cependant, le roi décide de négocier avec le souverain castillan. Certains barons crient à la trahison et pensent qu’on a fait croire au roi qu’Alphonse X voulait négocier. Quelques jours plus tard, un messager portant une boîte qui contient des lettres meurt dans un couvent. Cette boîte est marquée du sceau de Pierre de La Brosse. Transmise au roi, cette boîte prouve la collusion entre le roi castillan et le chambellan.

### Arrestation et mise à mort

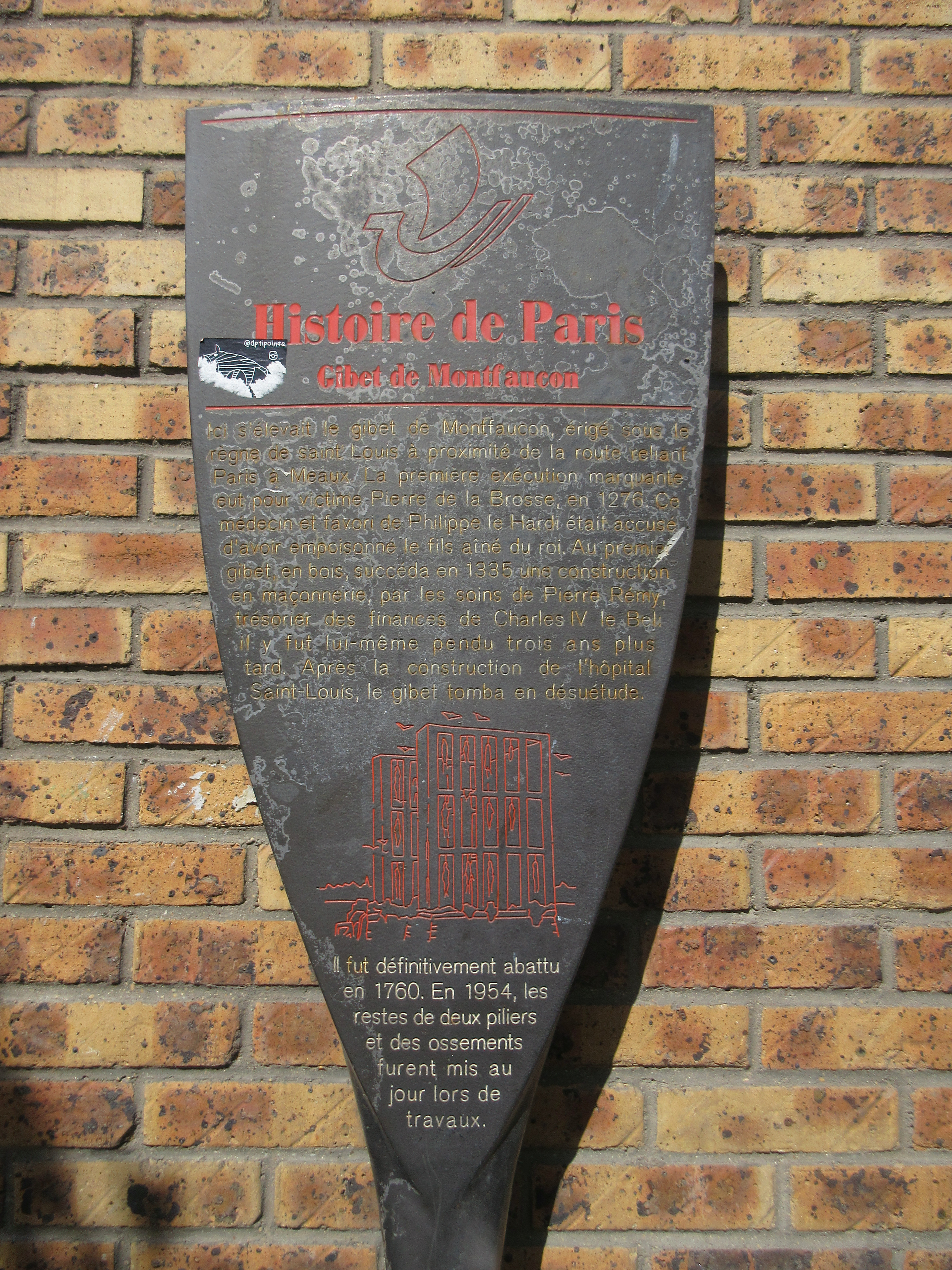
Panneau Histoire de Paris « Gibet de Montfaucon »

La principale source judiciaire qui nous permet de restituer la trame vraisemblable des événements du procès est le long témoignage livré par le légat Simon de Brie en 1278. Les différentes chroniques écrites dans les années qui ont suivi les faits constituent une autre source d'informations, même si les auteurs semblent ignorer la véritable implication de Pierre de la Brosse dans les affaires pour lesquelles ont le condamne :
- « Et vraiement la cause fu mise en doubte, car diverses personnes en tenoient diverses opinions ; et aucuns disoient que il avoit pris dons secrètement du roy de Espaigne, et voloit trahir le roy de France ; et les autres disoient que il avoit requis la royne de avoir afaire à li. Et les autres disoient que il avoit tué Loys, ainsné filz du roy, par mengier viande empoisonnée, et puis l'avoit mis sus à la royne, qui estoit sa marrastre ».

- « Chronique de Primat traduite par Jean du Vignay », dans Natalis de Wailly et Léopold Delisle (éd.), Recueil des Historiens des Gaules et de la France, t. XXIII, Paris, Imprimerie nationale, 1876, p. 100.
Pierre de La Brosse est arrêté en janvier 1278 à Vincennes, mais emprisonné loin de la capitale, à Janville dans la Beauce. Sans doute, faut-il y voir une volonté de l’éloigner du roi, afin que celui-ci ne tente pas une manœuvre pour sauver son chambellan. Il est pendu au gibet de Montfaucon le 30 juin, sans procès. Le fait qu’il soit pendu, tel un manant, n’est pas innocent. Ce supplice est dégradant et les nobles souhaitent ainsi montrer que, dans la mort, Pierre de La Brosse revient à sa condition de départ. La chute du favori entraîne celle de son clan. Le bailli de Bourges est démis de ses fonctions et l’évêque de Bayeux, que la reine poursuit de sa vindicte, s’enfuit à Rome. Ce n’est que sous le règne de Philippe le Bel que les descendants de Pierre de La Brosse retrouvent une partie de leurs biens.

### Regard des contemporains
C’est à la fin du XIe siècle que les premières représentations de la roue de Fortune apparaissent dans la littérature et cette prosopopée joue un rôle didactique important dans les textes qui abordent le cas de Pierre de la Brosse. Lorsque ce thème est mobilisé, on retrouve le plus souvent un héros précipité du haut de la roue de Fortune pour avoir fait preuve de trop d’orgueil. Cette allégorie permet de mettre en lumière la vision de l'idéal moral des médiévaux concernant l'utilisation de la faveur d'un prince, mettant en garde l'orgueilleux et le cupide des forces impétueuses du hasard. En effet, l'enrichissement du chambellan ayant été outrancier et à l'encontre des bons usages, Fortune le punit en le renvoyant à son état de pauvreté d'origine :
- « Le pueple de Paris sesmut de toutes pars et coururent hommes et femmes après. Car il ne le pouoient croire en nulle manière que homme de si haut estat fust devakl au bas. Le bourreau li mist la corde entour le col et li demanda sil vouloit riens dire et il dist que nenni. Tantost le bourrel osta leschiele et le laissa aller entre les lattons. Nul ne se doit fier en sa grant hautesce ne en son grant estat ; car la roe de fortune qui ne se tient en un point ne en un estat, tantost devale et juis au plus bas. Touz ceulz que Pierre de la Broce avoit mis a court ne de rien avanciés firent boutés hors du service, ne nul nen demoura que len peust savoir ».

- Guillaume de Nangis, Gesta Philippi regis et « Vie de Philippe III », dans Joseph Daunou et Pierre Naudet, Recueil des Historiens des Gaules et de la France, t. XX, Paris, Imprimerie royale, 1840, p. 511-513
- « Que quant fortune l’ot mis el plus haut de sa roe, et il cuida estree audesus et aseur, elle tourna sa roe et le fist descendre à demi tour plus qu’èle ne l’avoit monté à c. tours ; et le descendi en tel manière qui li toli et le cors et la vie et quanqu’il avoit aquesté ; et non pas à lui tant seulement, mès à touz ceus qui estoient esleu par lui fist elle tolir leur service ; et furent boutez hors de la court et dou service le roy. Pourquoi fortune li fu si contraire, je le vous dirai. Tant comme elle le trouva en loiauté vers son seignor, elle le soustint et aida ; et quant èle vit sa mauvestié, elle ne le volt plus souffrir, ainz le mist du tout à néent. Au mainz s’èle l’eust lessié en l’estat ou èle l’avoit pris premièrement, il ne se peust plaindre de li. Et sachiez que c’est biaus mireoirs à ceux qui servent les riches hommes ; dont s’i prengnent garde, si feront que sages ».

- « Chronique anonyme de rois de France finissant en 1286 », dans Joseph-Daniel Guigniaut et Natalis de Wailly, Recueil des Historiens des Gaules et de la France, t. XXI, Paris, Imprimerie impériale, 1855, p. 96.

## Dans la littérature
Il apparaît dans la Divine comédie (« Purgatoire », Chant VI) sous le nom de « De la Broce » avec les autres âmes de ceux qui, quoique absous, n’avaient pas pu faire leur dernière confession et repentance à cause d’une mort violente.

### Sources primaires

#### Chroniques
- « Chronique anonyme de rois de France finissant en 1286 », dans Joseph-Daniel Guigniaut et Natalis de Wailly, Recueil des Historiens des Gaules et de la France, t. XXI, Paris, Imprimerie impériale, 1855, p. 80-102.
- Guillaume de Nangis, Gesta Philippi regis et « Vie de Philippe III », dans Joseph Daunou et Pierre Naudet, Recueil des Historiens des Gaules et de la France, t. XX, Paris, Imprimerie royale, 1840, p. 466-538.
- « Chronique de Primat traduite par Jean du Vignay », dans Natalis de Wailly et Léopold Delisle (éd.), Recueil des Historiens des Gaules et de la France, t. XXIII, Paris, Imprimerie nationale, 1876, p. 1-106.

### Littérature secondaire
- Brown, Elisabeth A. R., « The prince is the father of the king : the character and childhood of Philip the Fair of France », Medieval Studies, t. 49, 1987, p. 287-334.
- Collard, Franck, « Grandeur et chute d’un conseiller du roi. L’affaire Pierre de la Broce », L’histoire, no 197, mars 1996, p. 50-54.
- Hélary, Xavier, L’ascension et la chute de Pierre de La Broce chambellan du roi. Étude sur le pouvoir royal au temps de Saint Louis et de Philippe III, Paris, Honoré Champion Éditeur, 2021.
- Hélary, Xavier, « Trahison et échec militaire : le cas Pierre de La Broce (1278) », in Myriam Soria et Maïté Billoré (directrices de publication), La Trahison au Moyen Âge. De la monstruosité au crime politique, Rennes : Presses universitaires de Rennes, 2019,  (ISBN 978-2-7535-6700-9)
- Jordon, William Chester, « The struggle for influence at the court of Philip III : Pierre de la Broce and the French aristocracy », French Historical Studies, t. 24, 2001, p. 439-468.
- Langlois, Charles-Victor, Le règne de Philippe III le Hardi, Paris, Hachette, 1887.